# 杭州地铁8号线
杭州地铁8号线全长18公里，标识色为■绛红色，西起文海南路站，与1号线换乘，向东过钱塘江后把义蓬区域中心连接起来，在青六中路站与7号线实现换乘，再向东连接教育科研区，往东预留了延伸至江东东面工业区的条件。本条线路全部位于钱塘区内，为钱江两岸连接线，目的是建立下沙与江东地区的联系，便于江东工业园区与轨道交通骨干线的连接。2021年6月28日开通运营。
随着2021年4月杭州市行政区划调整，8号线成为杭州唯一一条全程行驶于同一行政区的地铁线路。

## 线路数据
- 长度：17.17km（一期工程）
- 站数：9
- 轨距：1435mm
- 动力电源：1500V接触网供电
- 双线区间：全线
- 电气化区间：全线
- 地下区间：正线全线
- 地面区间：新湾路站后-新湾车辆段
- 最长区间：3947.6m（工商大学云滨-桥头堡）
- 最短区间：1346.5m（青西三路-青六中路）

## 车站信息
| 区段 | 站名         | 换乘路线 | 所在地 | 站台形式     | 启用日期      |
| ---- | ------------ | -------- | ------ | ------------ | ------------- |
| 一期 | 文海南路     | █ 1号线  | 钱塘区 | 地下二层岛式 | 2021年6月28日 |
| 一期 | 工商大学云滨 | —        | 钱塘区 | 地下三层侧式 | 2021年6月28日 |
| 一期 | 桥头堡       | —        | 钱塘区 | 地下二层岛式 | 2021年6月28日 |
| 一期 | 河庄路       | —        | 钱塘区 | 地下二层岛式 | 2021年6月28日 |
| 一期 | 青西三路     | —        | 钱塘区 | 地下二层岛式 | 2021年6月28日 |
| 一期 | 青六中路     | █ 7号线  | 钱塘区 | 地下三层岛式 | 2021年6月28日 |
| 一期 | 仓北村       | —        | 钱塘区 | 地下二层岛式 | 2021年6月28日 |
| 一期 | 冯娄村       | —        | 钱塘区 | 地下二层岛式 | 2021年6月28日 |
| 一期 | 新湾路       | —        | 钱塘区 | 地下二层岛式 | 2021年6月28日 |

## 设计
8号线以“科技之桥”为主题，采用并结合科技感的灯光进行空间塑造，营造出极具现代感、科技感的氛围，打造成为流动的科技展厅。
特色装饰车站：冯娄村、青六中路、桥头堡、工商大学云滨。

## 使用列车
- 厂商型号：杭州地铁PM158型地铁列车
- 车辆外观设计： 西班牙 LKS Diara 工业设计有限公司
- 列车整体设计： 中国 中车南京浦镇车辆有限公司
- 制造厂商：杭州中车车辆有限公司
- 制造年份：2020 ~ 2021
- 外观特征：列车采用鼓形车体设计，以黑、白、莓红为主色调；车头和侧边均以大面积莓红色涂装为底，窗框和门框周围为黑色，车灯为熨斗形。
- 车体材质：铝合金车体
- 列车编组：6节A型编组（4M2T，Tc+Mp+M+M+Mp+Tc）
- 车体尺寸：长：22 m × 宽：3.08 m × 高：3.8 m
- 车门宽度：1.4 m
- 供电制式：架空接触网供电，DC 1500 V
- 最高运营速度：100 km/h
- 额定载客量：1784人
- 极限载客量：2460人
- 电气牵引系统：
  - 湘潭电机制 YQ-230-1A、YQ-230-1B 型鼠笼式三相异步交流牵引电动机（额定功率：230 kW，4×4台）
  - 株洲中车时代电气制 t Power-TN10 (UR1/JP3) 型 IGBT-VVVF 逆变器（1C2M2群方式控制，4组）
  - 株洲中车时代电气制 t Power-AA45 (JR4) 型 IGBT-SIV（高频并网供电方式，2×2台）
- 转向架：中车南京浦镇车辆制 PW-120E-Ⅱ 型无摇枕式抗蛇行空气弹簧转向架（6×2台）
- 车辆总数：共11列，合计66辆。
- 设施特征：该批列车采用42.7寸LCD屏幕路线图，车厢两端设有黄色LED信息屏，车头设有红色LED方向幕显示终到站。

- PM158型列车外观
- PM158型列车车厢内饰
- PM158型列车车门上方的LCD屏幕动态线路图

## 历史
杭州地铁8号线最初规划为一期工程为起始文海南路站，止于江东火车站，共设6站， 总长度17.2公里。二期工程共有东新园站-文海南路站， 总长度20.1公里， 共设车站10座。
- 2010年，杭州地铁8号线新增二期规划（东新园-文海南路段）。
- 2015年11月，杭州地铁三期规划披露，8号线一期位列其中。
- 2016年7月，杭州地铁8号线一期工程开展前期准备工作。
- 2016年12月21日，杭州地铁三期规划获批，包含8号线一期。预计8号线一期将于2018年至2022年建设。
- 2017年7月17日，杭州地铁三期施工交通组织方案设计项目施工期交通组织方案设计项目Ⅰ标（下沙、大江东、萧山）。工商大学云滨站随规划变更而增加。[5][6]
- 2018年3月16日，浙江省发改委批复8号线一期工程初步设计。[7]
- 2018年4月26日，杭州地铁8号线文海南路站西区一期交改、文桥区间风井一期交改正式实施，标志着地铁8号线一期工程下沙段正式转入主体施工阶段。[8]
- 2020年9月12日，杭州地铁8号线过江区间（文桥区间风井站-桥头堡站）大直径盾构隧道贯通。该区间全长3466m，其中钱塘江底段长约2800m，为杭州地铁线路中穿越钱塘江里程最长的区间[9]
- 2020年11月8日，杭州地铁8号线一期工程全线洞通。[10]
- 2020年12月23日，杭州地铁8号线一期工程全线短轨通。
- 2020年12月25日，杭州地铁8号线首列车运抵新湾车辆段。[11]
- 2021年2月4日，8号线一期全线热滑成功。[12]
- 2021年6月28日，杭州地铁8号线开通运营。[13]

## 事故
2020年7月7日，尚处于建设中的8号线河庄往河景路隧道内箱式变压器发生火灾，事故中无人员伤亡，未影响工程安全。